# Port lotniczy Bugulma
Port lotniczy Bugulma (IATA: UUA, ICAO: UWKB) – port lotniczy położony 12 km na północ od Bugulmy, w Tatarstanie, w Rosji.

## Linie lotnicze i połączenia
| Linia lotnicza | Kierunek                                                                            |
| -------------- | ----------------------------------------------------------------------------------- |
| UVT Aero       | 1. Moskwa-Wnukowo 2. Niżniewartowsk 3. Nowy Urengoj 4. Nojabrsk 5. Surgut 6. Usinsk |